# Glut unter der Asche
Glut unter der Asche (Originaltitel: Peyton Place) ist ein US-amerikanischer Spielfilm aus dem Jahr 1957 mit Lana Turner und Hope Lange. Das Filmmelodram entstand unter der Regie von Mark Robson und basiert auf dem Enthüllungsroman Die Leute von Peyton Place (Originaltitel: Peyton Place) von Grace Metalious. Mit seiner für die damalige Zeit offenen Schilderung von gesellschaftlichen Tabuthemen wie Ehebruch, häuslicher Gewalt, sexuellem Missbrauch von Minderjährigen, unehelicher Schwangerschaft, Abtreibung, Trunksucht und Bigotterie trug Glut unter der Asche mit zum raschen Ende des Production Code am Ende der 1950er bei. Der Erfolg des Films zog eine ganze Reihe von ähnlichen Produktionen nach sich wie Alle meine Träume und Die Sommerinsel, die gerade in ihrer Darstellung von sexuellen Situationen immer neue Tabus brachen.

## Handlung
Michael Rossi kommt nach Peyton Place, einer Kleinstadt in Neuengland, um dort Arbeit zu finden. Er macht die Bekanntschaft von Lucas Cross, einem verbitterten Alkoholiker, dessen Ehefrau Nellie bei Constance MacKenzie als Haushälterin arbeitet. Constance, eine junge Witwe, betreibt den örtlichen Modesalon. Michael wird schließlich am lokalen College angestellt, wo er Allison MacKenzie, die Tochter von Constance, und deren beste Freundin Selena Cross trifft. Selena ist mit Ted Carter verlobt, einem angehenden Anwalt. Einige Zeit später kommt es zu einem Zerwürfnis zwischen Constance und Allison, als Constance die Geburtstagsparty ihrer Tochter abrupt beendet, da sie die anwesenden jungen Gäste im Verdacht hat, sich sexuellen Aktivitäten hinzugeben.
Kurz danach kommen sich Michael und Constance näher. Die Dinge verkomplizieren sich zusätzlich durch die strikte Weigerung von Constance, ihren Verehrer Michael auch nur zu küssen, von anderen Formen der Zuneigung ganz zu schweigen. Gleichzeitig versucht Mr. Harrington, dem die halbe Stadt gehört, seinen Sohn Rodney zu bewegen, die Freundschaft mit Betty Anderson zu lösen, die in den Augen von Mr. Harrington ein billiges Flittchen ohne Moral ist.
Selena wird derweil von ihrem betrunkenen Stiefvater Lucas mehrfach vergewaltigt. Als sie entdeckt, dass sie von Lucas schwanger ist, wendet sie sich in ihrer Verzweiflung an den Arzt Mathew Swain und bittet um eine Abtreibung. Dr. Swain verweigert Selena die erbetene Unterstützung, zwingt jedoch Lucas, ein schriftliches Geständnis seiner Untaten zu unterschreiben. Voller Wut über die Enthüllung fällt er ein letztes Mal über Selena her, die auf der Flucht zu Fall kommt und eine Fehlgeburt erleidet.
In der Zwischenzeit verführt Betty ihren Freund Rodney auf einem Picknick und zwingt ihn zu einem Eheversprechen. Am Rande der Veranstaltung gehen Allison und ihr guter Freund Norman schwimmen, was durch einige ältere Damen zu einem Skandal aufgebauscht wird. Das Gerücht nimmt seinen Lauf, Allison hätte sich Norman hingegeben. Constance erfährt von dem Gerede und verliert völlig die Fassung. Aufgebracht stellt sie ihre Tochter zur Rede und glaubt deren Versicherung, es habe sich lediglich um ein harmloses Zusammensein gehandelt, kein Wort. Der Streit eskaliert und in ihrer unkontrollierten Wut enthüllt Constance der entsetzten Allison das Geheimnis ihrer Abstammung: Constance war niemals verheiratet, sondern jahrelang die Geliebte eines verheirateten Mannes. Allison ist das Ergebnis dieser Liaison. Die junge Frau ist geschockt und läuft in Panik in ihr Zimmer, wo sie die Leiche von Nellie findet, die sich aus Scham über Selenas Vergewaltigung erhängt hat.
Zur selben Zeit gesteht Rodney seinem Vater, dass er und Betty geheiratet haben. Der alte Harrington will unter allen Umständen die Annullierung der Ehe erreichen, doch Rodney bleibt standhaft. Er verlässt das College und nimmt einen Job als Handlanger in einem Sägewerk an. Allison ist schockiert von all den schrecklichen Vorkommnissen in ihrer unmittelbaren Umgebung. Sie verlässt Peyton Place, um ein neues Leben ohne Lügen und Selbstbetrug zu führen. Der Zweite Weltkrieg bricht aus und viele junge Männer aus Peyton Place werden Soldaten. Als die Nachricht eintrifft, dass Rodney gefallen ist, versöhnen sich Mr. Harrington und seine ungeliebte Schwiegertochter. Gerade als Selena am Weihnachtsabend das Haus verlassen will, steht Lucas wieder vor der Tür. Er will seine Stieftochter erneut vergewaltigen, doch Selena erschlägt Lucas in einem Anfall von Panik. Sie vergräbt die Leiche im Garten und hofft, dass niemand jemals ihr Geheimnis entdecken wird. Doch am Ende kommt die Tat ans Licht und Selena wird angeklagt. Erst in letzter Sekunde enthüllt Dr. Swain die wahren Hintergründe für die Tat. Selena wird freigesprochen. Sie drängt Allison, die ihr während der gesamten Verhandlung aufopferungsvoll beigestanden hat, sich mit ihrer Mutter zu versöhnen. Am Ende fallen sich die beiden Frauen wieder in die Arme.

## Hintergrund
Grace Metalious veröffentlichte ihren Debütroman Peyton Place Anfang 1956. Das Buch schildert in bis dahin ungekannter Offenheit die Verlogenheit und Bigotterie in einer fiktiven Kleinstadt in Neuengland. Hinter der Fassade von Wohlanständigkeit und Sittsamkeit existiert nach Schilderung der Autorin jede nur denkbare Form menschlichen Fehlverhaltens. Das Zusammenleben in Peyton Place ist geprägt von Niedertracht, Verrat, Missgunst, Klatsch und Boshaftigkeit. Von den Kritikern mit einer Mischung aus Ablehnung und Staunen aufgenommen, wurde Peyton Place zum größten Bestseller seit Vom Winde verweht. Allein in den ersten zehn Tagen nach der Veröffentlichung verkauften sich 60.000 Exemplare. Dazu beigetragen hat die allgemeine Annahme, die Autorin habe sozusagen aus erster Hand von tatsächlichen Skandalen aus ihrer Heimatstadt in New Hampshire berichtet.
Der überwältigende kommerzielle Erfolg des Buches brachte Jerry Wald dazu, sich im September 1956 die Filmrechte für 250.000 US-Dollar zu sichern. Gleichzeitig war sich der Produzent bewusst, dass die Verfilmung automatisch zu massiven Konflikten mit der Zensurbehörde führen würde. Unter dem rigiden Production Code war es seit Mitte 1934 praktisch unmöglich, bestimmte Aspekte des menschlichen Zusammenlebens auf die Leinwand zu bringen. In einem ersten Schritt begann John Michael Hayes damit, in seinem Drehbuch etliche Aspekte aus der Romanvorlage abzuschwächen. Während zum Beispiel Selena im Buch eine Abtreibung hat, die der Arzt Dr. Swain durchführt, erleidet sie im Film eine Fehlgeburt. Die schwangere Tochter des Angestellten Anderson wird in der Romanvorlage zu einer Abtreibung gezwungen und muss die Stadt verlassen. Die Beziehung von Constance und Michael ist im Roman alles andere als keusch und im Gegensatz zum Film verliert auch Allison ihre Jungfräulichkeit, nachdem sie Peyton Place verlassen hat. Trotzdem sah sich die Produktionsfirma 20th Century Fox am Ende gezwungen, den Film mit einer strengen Altersbeschränkung freizugeben. 
Der Produzent Jerry Wald musste Lana Turner persönlich davon überzeugen, die Mutter einer erwachsenen Tochter zu spielen. Die Schauspielerin fürchtete zudem, dass ihr Image als glamouröser Star, das immer noch zahlreiche Fans mit ihr verbanden, unter der Rolle leiden könnte. Wald nahm die Sorgen ernst und sicherte Turner vertraglich schließlich deutlich mehr Kostümwechsel und Schmuck zu, als es der Rolle einer alleinerziehenden Geschäftsinhaberin eines Konfektionsgeschäftes eigentlich angemessen gewesen wäre. Diane Varsi gab als Allison MacKenzie ihr Leinwanddebüt, nachdem sie sich bereits am Broadway einen Namen gemacht hatte. Die Kritiker lobten die Verfilmung als Unterhaltung für Erwachsene und am Ende spielte Glut unter der Asche, der Ende Dezember 1957 in den Verleih gebracht wurde, über acht Millionen US-Dollar ein. Nicht unwesentlich zum finanziellen Erfolg trug ein Ereignis aus dem Privatleben von Lana Turner bei, das sich Anfang 1958 ereignete. Ihre Tochter Cheryl Crane erstach in Notwehr den damaligen Liebhaber ihrer Mutter mit einem Messer, als dieser Turner misshandelte. Die Karriere von Lana Turner erlitt dadurch allerdings keinen Schaden. Im Gegenteil, die Schauspielerin schaffte ein Comeback und spielte kurze Zeit später eine Rolle in dem Film Solange es Menschen gibt, die sie wiederum als aufopferungsvolle Mutter einer halbwüchsigen Tochter präsentierte. Das Studio drehte mit Rückkehr nach Peyton Place 1961 eine Fortsetzung, 
die jedoch floppte. 
1964 wurde der Roman zur Vorlage der gleichnamigen Fernsehserie, die bis 1969 halbstündig zur Hauptsendezeit lief. Die Serie beförderte nachhaltig die Karrieren von Mia Farrow, Ryan O’Neal und Dorothy Malone.

## Kritiken
Die Kritiker lobten den Film als gediegene Unterhaltung für Erwachsene, bemängelten jedoch die vielen Änderungen im Vergleich zum Roman.
Variety meinte zusammenfassend: 
Auf der Leinwand sieht man nicht die ungemütliche, von sexuellen Geheimnissen durchzogene Kleinstadt, in der Grace Metalious ihre Geschichte ansiedelt. Das sind nicht diese klatschsüchtigen, verachtenswerten und unmoralischen Leute, die sie darstellt. Es gibt Andeutungen auf sie im Film, aber eben nur Andeutungen.

## Auszeichnungen
Glut unter der Asche ging mit insgesamt neun Nominierungen in die Oscarverleihung 1958, konnte sich jedoch in keiner Kategorie durchsetzen:
- Bester Film
- Beste Regie: Mark Robson
- Beste weibliche Hauptdarstellerin: Lana Turner
- Beste weibliche Nebendarstellerin: Hope Lange
- Beste weibliche Nebendarstellerin: Diana Varsi
- Bester männlicher Nebendarsteller: Arthur Kennedy
- Bester männlicher Nebendarsteller: Russ Tamblyn
- Bestes adaptiertes Drehbuch: John Michael Hayes
- Beste Kamera: William C. Mellor

1958 wurde der Film mit einem Laurel Award in der Kategorie Bestes Drama ausgezeichnet.

## Quelle
- Inhaltsangabe bei Turner Classic Movies

## Einzelbelege
1. ↑  Peyton Place. In: Variety. 1957, abgerufen am 3. Oktober 2019 (englisch): „On the screen is not the unpleasant sex-secret little town against which Grace Metalious set her story. These aren't the gossiping, spiteful, immoral people she portrayed. There are hints of this in the film, but only hints.“